# Corydalis speciosa
Corydalis speciosa là một loài thực vật có hoa trong họ Anh túc. Loài này được Maxim. ex Regel mô tả khoa học đầu tiên năm 1859.